# Płomykówka malutka
Płomykówka malutka (Tyto prigoginei) – gatunek średniej wielkości ptaka z rodziny płomykówkowatych (Tytonidae). Występuje endemicznie w Demokratycznej Republice Konga. Widziany dwa razy, w 1951 (odkrycie) i 1996. Zagrożony wyginięciem.
Długość ciała zmierzono jedynie u jednego osobnika, wynosi 24 cm. Dwa znane osobniki to samice. Kolorystyka upierzenia składa się z różnych odcieni brązu, barwy płowej, czerni i białawych barw. Dwie lokalizacje, w których widziano ptaka, to oddalone od siebie o 95 km miejsca w skrajnie wschodniej Demokratycznej Republice Konga. Brak informacji o głosie, pożywieniu i lęgach; wiadomo, że drugi osobnik, złapany w maju, miał dobrze rozwiniętą plamę lęgową. IUCN uznaje gatunek za zagrożony wyginięciem (2016).

## Taksonomia
Po raz pierwszy gatunek opisał belgijski zoolog, Henri Schouteden, w 1952. Opis w języku francuskim ukazał się na łamach Revue de zoologie et de botanique africaines. Schouteden przydzielił płomykówce malutkiej nazwę Phodilus prigoginei. Holotyp, dorosła samica, został odłowiony 24 marca 1951 w Demokratycznej Republice Konga (wtedy Kongo Belgijskie), w Muusi (pasmo Itombwe), na wysokości 2430 m n.p.m. Holotyp przekazano do muzeum w Tervuren (obecne Musée royal de l’Afrique centrale, wtedy Musée du Congo), gdzie otrzymał numer 55987.
Obecnie (2020) kwestia rodzaju, do którego przynależy płomykówka malutka, jest sporna. Międzynarodowy Komitet Ornitologiczny podtrzymuje klasyfikację i umieszcza płomykówkę malutką w rodzaju Phodilus wraz z dwoma innymi gatunkami. Podobnie klasyfikują gatunek autorzy Handbook of the Birds of the World. Autorzy The Howard and Moore Complete Checklist of the Birds of the World umieszczają gatunek w rodzaju Tyto. Pomysł pojawił się w wydanej w 2008 roku książce Owls: a guide to the owls of the world. Według autorów płomykówka malutka wykazuje jedynie zewnętrzne podobieństwo do puchówek, które prawdopodobnie jest jedynie zbieżnością. Zdjęcia złapanego w 1996 osobnika mają wskazywać na podobieństwo do płomykówek Tyto, takie jak sercowata szlara, znacznie odbiegająca wyglądem od szlary puchówki. Zdaniem autorów płomykówka malutka powinna znaleźć się w rodzaju Tyto albo nawet w osobnym rodzaju w rodzinie płomykówkowatych. W rozstrzygnięciu kwestii systematyki mogłyby pomóc badania głosów i DNA, o których nic nie wiadomo. Ponadto puchówki są jaśniejsze, mają mniej spłaszczony dziób oraz większe stopy i szpony.

## Morfologia
Wymiary holotypu: długość skrzydła 193 mm, ogona – 93 mm, skoku – 45 mm, dzioba – 25 mm (od woskówki 17,5 mm). Drugi znany osobnik, złapany w sieć (mist-netting) w 1996, mierzył 24 cm długości, jego rozpiętość skrzydeł wynosiła 63 cm, a masa ciała – 195 g. Prawdopodobnie była to samica. Morfologia samca pozostaje nieznana (2020). Płomykówkę malutką wyróżniają intensywne barwy upierzenia, na które składa się kolor kasztanowy, płowy, czerń i biel. Wierzch ciała jest rdzawobrązowy, spód jaśniejszy, bardziej pomarańczowy. Szlara zwarta, owalna.
Poniższy opis dotyczy holotypu. Wierzch głowy ma barwę kasztanowobrązową, pióra tej barwy sięgają swym zasięgiem nasady dzioba. Pióra posiadają czarne zwieńczenia, w pozostałej części można dostrzec również rdzawe plamki. Przed leżącą na końcu pióra czarną plamką może znajdować się kolejna kropka, jednak wtedy są one rozdzielone rudawym obszarem. Również stosina może być innego koloru. Na potylicy ciemne plamki są bardziej widoczne i zawsze są obrzeżone rudo. Pióra na karku posiadają złoty odcień, czarne plamki na końcach, zaś ich krawędzie są jaśniejsze od reszty pióra. Boki szyi mają identyczne ubarwienie. Górna część grzbietu ma taką samą kolorystykę, co wierzch głowy, jednakże ciemne plamki są większe. Pozostała część grzbietu ciemniejsza, mogą być widoczne cętki lub prążki o barwie brązowej lub rudawej; rdzawe lub białawe plamki występują również na stosinie. Pokrywy podogonowe tego samego koloru. Barkówki ciemne, widoczne prążkowanie barwy szarej po białawą, niekiedy rdzawej (szczególnie po bokach piór); na ciemnym tle wyróżniają się jasne plamki leżące blisko końców piór. Sterówki ciemnokasztanowe z nieregularnymi ciemnymi kropkami. Na sterówkach leży 7 pasków rozłożonych równomiernie na całej długości pióra; ostatni pasek nie zawsze kompletny. Zewnętrzna para sterówek jasna na krawędziach, kolor przechodzi w żółtozłoty. Duże i średnie pokrywy skrzydłowe kasztanowe, na końcu każdej z nich widoczna czarna plamka; niewidoczna nasada pióra żółtordzawa, pokrywają ją nieregularne, poprzeczne czarne paski. Pokrywy skrzydłowe małe oraz inne, leżące na krawędzi skrzydła, ciemne lub prążkowane jak barkówki, do tego z białawymi lub rdzawymi plamkami. Skrzydełko ciemne w jasne kropki. Lotki I rzędu na chorągiewkach zewnętrznych mają 6 do 8 czarnych pasów, podobnie jak chorągiewki wewnętrzne. Lotki II rzędu mają podobną kolorystykę, jednak na chorągiewkach wewnętrznych mniej czarnego. Szlara jasnordzawa, pióra u nasady białe. Spód ciała w kolorze żółtordzawym; na brzuchu licznie występują brązowe i czarne plamki. W porównaniu do puchówek dziób jest bardziej bocznie spłaszczony; u nasady nozdrzy górna szczęka liczy jedynie 6 mm szerokości.

## Zasięg występowania
Gatunek znany z dwóch stanowisk, które dzieli około 95 km i blisko 600 m wysokości. Pierwsze to miejsce typowe, czyli Muusi w skrajnie wschodniej części Demokratycznej Republiki Konga. Ptak złapany w 1996 wleciał w sieć, która znajdowała się w okolicy wioski Kabembwe, w skrajnie południowo-wschodniej części lasu Itombwe, na wysokości 1830 m n.p.m. Badacze podali koordynaty miejsca złapania (3°52′S 28°56′E/-3,866667 28,933333). Organizacja BirdLife International szacuje zasięg występowania na 4,9 tys. km².

## Ekologia
Henri Schouteden nie dostarczył opisu środowiska, w jakim odłowiono holotyp. Wiadomo jednak, że na podanej wysokości w górach Itombwe występuje mozaika obszarów trawiastych oraz lasów bambusowych, a sam okaz, na podstawie którego opisano gatunek, został złapany na polanie. Osobnik złapany w 1996 wpadł w sieć 1,3 m nad ziemią, znajdował się w dość gęstym, nieznacznie tylko zdegradowanym lesie. Długie nogi płomykówki malutkiej mogą wskazywać na naziemny tryb życia. Ptak złapany na początku maja 1996 posiadał dobrze rozwiniętą plamę lęgową. Możliwe, że płomykówki malutkie gnieżdżą się w dziuplach. Brak informacji o pożywieniu.
Autor oryginalnego opisu wymienił następujące gatunki sympatryczne wobec płomykówki malutkiej: kusaczynka żółtogardła (Urosphena neumanni), złotokosik ogrodowy (Cossypha caffra), krótkolotka cynamonowa (Bradypterus cinnamomeus), przepaśnik białogardły (Oreolais ruwenzorii), sikorka smużkowa (Melaniparus fasciiventer), szerokodziób zielony (Pseudocalyptomena graueri), turak tęczowy (Gallirex johnstoni), nektarnik szkarłatnoboczny (Nectarinia johnstoni) oraz nektarnik krasnopierśny (Cinnyris afer).

## Status zagrożenia
IUCN uznaje płomykówkę malutką za gatunek zagrożony wyginięciem (EN, Endangered). Po raz pierwszy ptaka zaobserwowano w 1951, kiedy to 24 marca o godzinie 14 zastano ptaka śpiącego w trawie na polanie. Przez kolejne 45 lat żaden osobnik T. prigoginei nie został zaobserwowany. Gatunek ponownie odkryto 1 maja 1996, kiedy wpadł w sieć przy okazji badań terenowych. Autorzy określili ptaka jako „niesamowicie pięknego”, po zmierzeniu został zaobrączkowany i wypuszczony. Sowie zrobiono sześć zdjęć. Zostały one przesłane do Michela Louette z Tervuren, który porównując wygląd uwiecznionego na fotografiach ptaka ze spreparowanym holotypem potwierdził przynależność obu ptaków do tego samego gatunku. Potencjalnym zagrożeniem dla gatunku jest wycinka lasów w lesie Itombwe, dzięki której mieszkańcy pozyskują obszar pod budowę małych gospodarstw rolnych lub pastwiska dla bydła. Z 1974 roku pochodzi niepotwierdzone doniesienie dotyczące obserwacji ptaka w Burundi, natomiast w 1990 w Rwandzie, w lesie Nyungwe, nagrano głos nieokreślonego gatunku sowy. Przeprowadzone w 1. dekadzie XXI wieku poszukiwania płomykówek malutkich w PN Kibira i Misotshi-Kabogo nie przyniosły rezultatów.